# Districtul Timezrit
Timezrit este un district din provincia Béjaïa, Algeria.